# Dichrocephala auriculata
Dichrocephala auriculata là một loài thực vật có hoa trong họ Cúc. Loài này được (Thunb.) Druce mô tả khoa học đầu tiên năm 1917.